# Frederica de Württemberg
Frederica Isabel Amália Augusta de Württemberg (em alemão:  Friederike Elisabeth Amalie Auguste von Württemberg; Trzebiatów, 27 de julho de 1765 - Viena, 24 de novembro de 1785) foi a esposa do príncipe Pedro Frederico de Holstein-Gottorp, futuro grão-duque Pedro I de Oldemburgo.

## Família
Frederica era sétima dos doze filhos do duque Frederico II Eugénio, Duque de Württemberg e da marquesa Frederica de Brandemburgo-Schwedt. Entre os seus irmãos estavam o rei Frederico I de Württemberg, a duquesa Sofia Doroteia de Württemberg, esposa do czar Paulo I da Rússia e a duquesa Isabel de Württemberg, esposa do imperador Francisco I da Áustria. Os seus avós paternos eram o duque Carlos Alexandre de Württemberg e a princesa Maria Augusta de Thurn e Taxis. Os seus avós maternos eram o marquês Frederico Guilherme de Brandemburgo-Schwedt e a princesa Sofia Doroteia da Prússia.

## Casamento e descendência
No dia 6 de junho de 1781, a princesa Frederica casou-se com o príncipe Pedro Frederico de Holstein-Gottorp. O casamento tinha como objectivo fortalecer as ligações entre a Rússia e Württemberg. O casal teve dois filhos antes de Frederica morrer ao dar à luz no dia 24 de novembro de 1785.
- Augusto de Oldemburgo (13 de julho de 1783 - 27 de fevereiro de 1853), casado primeiro com a princesa Adelaide de Anhalt-Bernburg-Schaumburg-Hoym; com descendência incluindo a rainha Amália da Grécia; casado depois com a princesa Ida de Anhalt-Bernburg-Schaumburg-Hoym; com descendência; por último casado com a princesa Cecília da Suécia; com descendência;
- Jorge de Oldemburgo (9 de maio de 1784 - 27 de dezembro de 1812), casado com a grã-duquesa Catarina Pavlovna da Rússia; com descendência.

O marido de Frederica apenas sucedeu o seu primo Guilherme como grão-duque de Oldemburgo em 1823, muitos anos depois da morte de Frederica e nunca mais se voltou a casar.